# Ángel Casero
Ángel Luis Casero Moreno, né le 27 septembre 1972 à Valence, est un ancien coureur cycliste professionnel de nationalité espagnole.

## Biographie
Ángel Casero commence sa carrière professionnelle en 1994 dans l'équipe Banesto de Miguel Indurain. Il se distingue très tôt en remportant le Tour de l'Avenir en 1994. Excellent grimpeur, il termine 5e du Tour de France 1999 à 15 minutes et 11 secondes de Lance Armstrong. 
En 2001, il confirme son potentiel en remportant le Tour d'Espagne dans un grand duel face à Óscar Sevilla. Ses performances sont par la suite plus décevantes. Victime d'une chute en 2003, Casero est même au chômage en 2004. 
Après une saison blanche, il trouve enfin une équipe en 2005, la Comunidad Valenciana. Il est désigné leader de l'équipe avec Carlos García Quesada et Rubén Plaza. Il a comme objectif de remporter une nouvelle fois le Tour d'Espagne, mais finalement, il ne parvient pas à le terminer. Casero prend donc la décision de mettre un terme à sa carrière en tant que coureur professionnel. Il donne ses derniers coups de pédale lors du critérium Communidad Valenciana qu'il remporte en novembre 2005. Son frère Rafael est également un ancien cycliste professionnel.

## Dopage
En 1996, le Comité olympique espagnol le suspend six mois pour dopage. Du 1er octobre 1996 au 31 mars 1997, il ne peut pas concourir en Espagne et ne peut participer aux Jeux olympiques d'été de 1996. Il est positif lors de la Classica Alcobendas à la nandrolone, un anabolisant qui augmente la masse musculaire. 
En 2006, dans le cadre de l'affaire Puerto, il est identifié par la Garde civile comme un client du réseau de dopage dirigé par Eufemiano Fuentes, sous le nom de code Casero. Casero n'a pas été sanctionné par la justice espagnole, parce que le dopage n'était pas un crime en Espagne à cette époque et qu'il avait déjà pris sa retraite.

## Palmarès

### Palmarès amateur
- 1991
  - 3e du championnat d'Espagne sur route amateurs
- 1992
  - Circuito de Pascuas
- 1993
  -  Médaillé d'argent du contre-la-montre par équipes aux Jeux méditerranéens[n 3]
  - 2e du Tour de Tolède
  - 3e de Pampelune-Bayonne

### Palmarès professionnel
- 1994
  - Classement général du Tour de l'Avenir
  - 3e du Challenge de Majorque
- 1995
  - Trophée Luis Ocana
  - Clásica a los Puertos de Guadarrama
  - 2e du championnat d'Espagne du contre-la-montre
- 1997
  - Tour de Castille-et-León : 
    - Classement général
    - 3e étape (contre-la-montre)

  - 2e du Tour de Catalogne
- 1998
  -  Champion d'Espagne sur route
  - 2e du Tour de Castille-et-León
  - 3e de la Subida a Urkiola
  - 3e du Tour de Burgos
  - 3e du championnat d'Espagne du contre-la-montre
  - 7e de la Classique de Saint-Sébastien
- 1999
  -  Champion d'Espagne sur route
  - Prologue du Tour de Catalogne
  - 2e du championnat d'Espagne du contre-la-montre
  - 3e de la Clásica a los Puertos de Guadarrama
  - 5e du Tour de France
  - 9e du Tour de Catalogne
- 2000
  - 2e du Tour d'Espagne
- 2001
  -  Classement général du Tour d'Espagne
- 2002
  - 6e du Tour d'Espagne

### Résultats sur les grands tours

#### Tour de France
6 participations
- 1997 : 29e au classement général
- 1998 : non partant pour la 17e étape (abandon collectif de l'équipe Vitalicio Seguros)
- 1999 : 5e au classement général
- 2000 : abandon (13e étape)
- 2001 : abandon (10e étape)
- 2003 : 57e au classement général

#### Tour d'Espagne
10 participations
- 1995 : 13e au classement général
- 1996 : 24e au classement général
- 1997 : abandon
- 1998 : abandon
- 1999 : abandon (17e étape)
- 2000 : 2e au classement général,  maillot or pendant 3 jours
- 2001 :  vainqueur du classement général,  maillot or pendant 1 jour
- 2002 : 6e au classement général
- 2003 : abandon (12e étape)
- 2005 : abandon (10e étape)